# Hervé Pinoteau
Pour les articles homonymes, voir Pinoteau.
Hervé Pinoteau, baron Pinoteau, né le 19 juillet 1927 à Paris et mort le 24 novembre 2020 au Chesnay-Rocquencourt (Yvelines), est un héraldiste français.
Il est notamment vice-président de l'Académie internationale d'héraldique de 1964 à 2007, président-fondateur de la Société française de vexillologie de 1985 à 2002 et président de la Société nationale des antiquaires de France de 2010 à 2017. Spécialiste de l'héraldique, de la vexillologie et de la phaléristique, il est également connu pour avoir milité au sein du courant légitimiste en France.

## Biographie

### Parcours professionnel
Après son service militaire, effectué entre 1950 et 1951, Hervé Pinoteau devient lieutenant d’infanterie de réserve. Il se lance ensuite dans l'édition et devient cadre au sein des maisons Hachette, Larousse et Palais Royal. Il devient parallèlement l'un des directeurs de la revue Mémoire de 1984 à 1989, tout en étant nommé collaborateur d'honneur de la revue Hidalguía, à Madrid, et conseiller adjoint du comité de rédaction de la revue Emblemata, à Saragosse.
Principalement connu comme spécialiste de l'héraldique, de la vexillologie, de la phaléristique et de l'étude de la symbolique de l'État français à travers ses divers régimes et dynasties, il écrit au cours de sa vie plus d'une trentaine d'ouvrages et environ 900 articles que l'on peut notamment retrouver dans l’Encyclopædia universalis, le Dictionnaire du Grand siècle de François Bluche, le Dictionnaire du Second Empire de Jean Tulard, l’Encyclopédie de la culture française, le Dictionnaire de biographie française, ou encore le Dictionnaire mondial des images de Laurent Gervereau.
Figure de référence dans ses domaines de recherche, Pinoteau se voit élire secrétaire général, puis vice-président et représentant de l’Académie internationale d'héraldique entre 1964 et 2007. Il devient dans le même temps le 2e vice-président de la Société des amis du Musée national de la Légion d'honneur et des ordres de chevalerie et fonde en 1985 la Société française de vexillologie dont il devient le président, puis le président d'honneur. Depuis 2010, il est président de la Société nationale des antiquaires de France, dont il était déjà vice-président depuis 2009.
Il est également sociétaire de la Société des gens de lettres de France, membre du comité d'honneur de la Société française d'héraldique et de sigillographie, de l’Académie de Versailles, de la Société de l’histoire de France et de son conseil, de la Société archéologique et historique de la Charente, de l’Association d’entraide de la noblesse française et, enfin, de la Société des Cincinnati. À l'étranger, il est académicien de mérite à l’Academia Portuguesa da História (pt), membre honoraire de l’Institut grand-ducal de Luxembourg et académicien correspondant de la Real Academia matritense de heráldica y de genealogía, ainsi que membre titulaire de diverses sociétés savantes en Allemagne, en Grande-Bretagne, en Italie, au Mexique et en Suisse.

### Engagement légitimiste

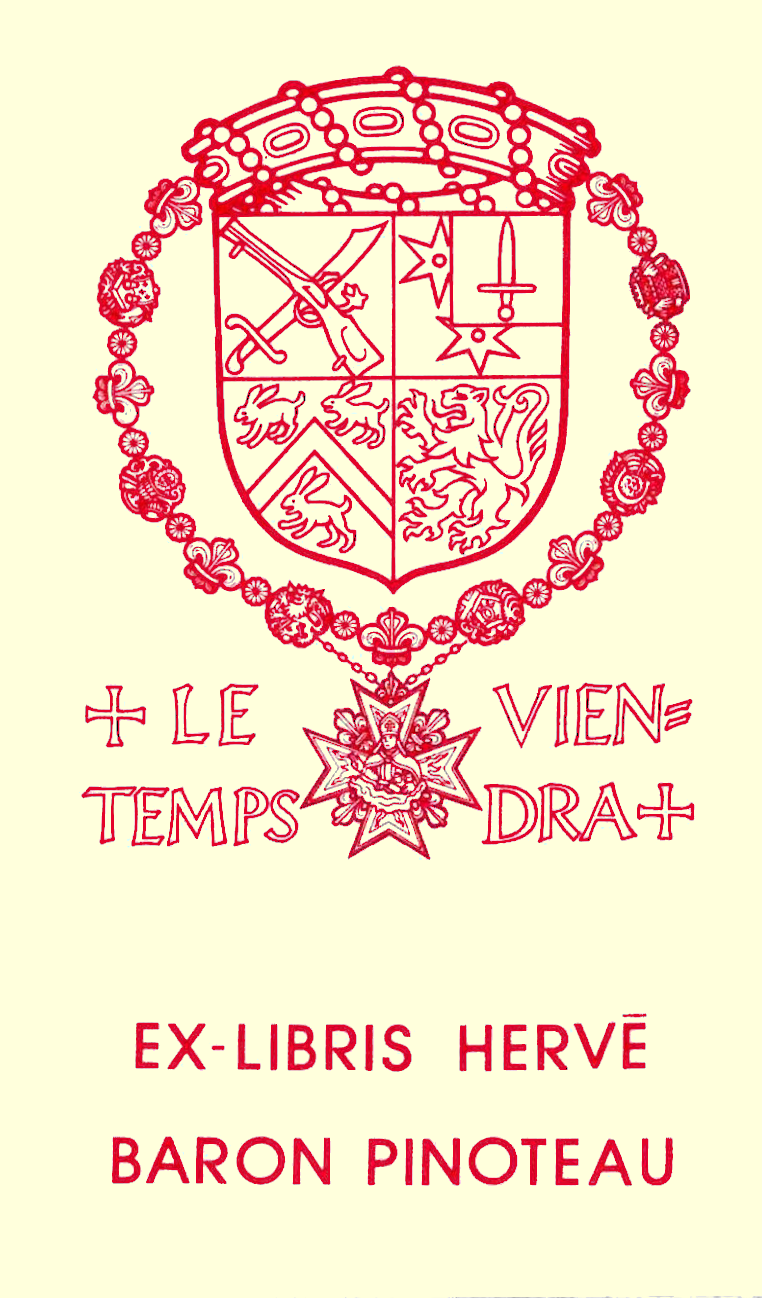
Ex-libris.

Passionné très tôt par les dynasties ayant régné en France, Hervé Pinoteau avait « compos[é], vers 1950, une généalogie des Capétiens qui s'étalait sur douze mètres carrés » (à partir des « œuvres de Joseph Calmette et [de] pas mal d'encyclopédies de tous les siècles »). Dès l'adolescence, vers 1942, il avait demandé au comte Espierre qui pouvait être le roi de France : « cet ancien notable des mondanités royannaises » lui avait répondu que la réponse « devait se trouver dans la descendance de Philippe V d'Espagne »,. En appliquant ses connaissances de généalogiste et en suivant les lois fondamentales du royaume de France, Hervé Pinoteau en déduit que l’aîné des Capétiens est en fait Jacques-Henri de Bourbon, duc d’Anjou et de Ségovie, un prince espagnol descendant de Philippe V, le deuxième petit-fils de Louis XIV. D'après Jacques de Bauffremont, ce prince « généreux, gentil », qui est sourd, ce qui lui donne une diction particulière, devient néanmoins populaire « grâce à son humour et son côté bon vivant ».
En 1947, paraît un livre de Raoul de Warren sur les prétendants au trône de France : plusieurs pages sont consacrées au duc de Ségovie, aîné des Bourbons, qui vient quelques mois plus tôt de revendiquer les titres de duc d'Anjou et de chef de la maison de France. Ses partisans se retrouvent chaque année pour la messe du 21 janvier dans l'église Saint-Augustin de Paris, pour rendre hommage à Louis XVI. La déclaration du nouveau duc d'Anjou (Jacques II pour les légitimistes) a donné lieu à quelques articles de presse, notamment dans les hebdomadaires Samedi-soir, Quatre et Trois (articles d'Alain Decaux) et Cavalcade. De son côté, Hervé Pinoteau avait cofondé au sortir de la guerre un cercle orléaniste (d'Action française) rue Saint-Guillaume et vendait Aspects de la France et du monde (un hebdomadaire maurrassien créé en juin 1947). Ce n'est que quelques années plus tard, grâce à la lecture du livre de Raoul de Warren et aux renseignements du légitimiste Michel Josseaume (futur rédacteur du journal légitimiste Le Drapeau blanc), qu'Hervé Pinoteau rencontre le prétendant Jacques II (en assistant à la messe du 21 janvier 1954 à Saint-Augustin) et se met à son service dès 1955. En juillet 1957, pour protester notamment contre le port du titre et des armoiries de dauphin de France par Henri d'Orléans, relayé médiatiquement à l'occasion du mariage de ce dernier, Hervé Pinoteau envoie à tous les chefs des maisons souveraines et à la presse une circulaire (sous forme de feuille ronéotypée) intitulée La légitimité française. Le journal Le Monde s'en fait l'écho : « Pour les tenants de l'orthodoxie monarchiste, en effet, l'héritier légitime des rois n'est pas le comte de Paris. Le vrai prétendant, le seul, ne saurait être que Jaime (Jacques) Henri, duc d'Anjou et de Ségovie ». Et le Journal de Genève publie le communiqué en entier.
Le samedi 30 juin 1962 à Madrid, rue des Arapiles (es), Hervé Pinoteau et Pierre de La Forest Divonne (1926-1983) fondent le secrétariat du prince Alphonse de Bourbon, duc de Bourbon, fils aîné du prétendant légitimiste. Pinoteau restera le secrétaire du prince Alphonse jusqu'à sa mort en 1989.
Le 11 mars 1969, Hervé Pinoteau est nommé chancelier par le duc d'Anjou et de Ségovie. À la mort du prince Jacques-Henri en 1975, Pinoteau est maintenu chancelier par le prince Alphonse, nouveau chef de la Maison de France.
En 1973, Hervé Pinoteau est (avec Armel Girard-Lamaury et Patrick Esclafer de La Rode) l'un des trois co-fondateurs de l'Institut de la Maison de Bourbon, organisme culturel reconnu d'utilité publique « destiné à mieux faire connaître la Maison qui a régné sur la France, plusieurs pays d'Europe et du monde. Il a aussi pour objet de magnifier l'œuvre de la race royale qui s'est identifiée à la Nation par l'empire de Charlemagne, la sainteté de Louis IX, la politique de Philippe IV le Bel, l'habileté de Louis XI, l'esprit conciliateur de Henri IV, l'éclat de Louis XIV, et le martyre de Louis XVI ».

## Famille Pinoteau
Les armes de sa famille datent d'un ancêtre, le général de brigade Pierre-Armand Pinoteau, fait baron de l'Empire par décret impérial du 28 avril 1814 mais sans lettres patentes. Ce titre — auquel Hervé Pinoteau devait succéder — a été confirmé par lettres patentes sous le Second Empire le 2 janvier 1869,. Ces armes portent au franc-quartier senestre la marque des barons militaires de l'Empire ; légèrement modifiées, elles ont été définitivement réglées sous Napoléon III.

## Distinctions

### Décorations
- Légitimisme (ces ordres ne sont plus reconnus en France)

| Ordre du Saint-Esprit | Chevalier de l'ordre du Saint-Esprit        |
| Ordre de Saint-Michel | Chevalier de l'ordre de Saint-Michel (1975) |

- France

| Ordre national de la Légion d'honneur | Officier de la Légion d'honneur |

- Royaume des Deux-Siciles

| Bailli grand-croix de justice de l'ordre sacré et militaire constantinien de Saint-Georges |
| Chevalier de l'ordre de Saint-Janvier                                                      |

- Espagne

| Ordre d’Alphonse X le Sage | Bailli grand-croix de justice Commandeur avec plaque de l’ordre d’Alphonse X le Sage |

- Portugal

| Grand officier de l’ordre de l’Infant Dom Henrique (Portugal) |

### Récompenses
- 1956-1973 : Cinq prix[Lesquels ?] attribués par l’Instituto internacional de genalogía y heráldica (Madrid)
- 1990 : Lauréat du prix Maurice Payard, pour « Notre-Dame de Chartres et de France » décerné par l'Académie Nationale de Reims[24].
- 2006 : « Médaille à nos aînés. Pro merito scientiarum genealogiciae et heraldicae » de la Confédération internationale de généalogie et d’héraldique
- 2006 : The Jullian Bickersteth memorial medal décerné par l’Institute of Heraldic and Genealogical Studies (en) (Northgate, Canterbury)

## Œuvres

### Héraldique
Hervé Pinoteau a notamment :
- dessiné les armoiries de la République du Tchad.
- dessiné les armoiries de la région des Pays de la Loire.
- mis en ordre et décrit le symbole et le drapeau du territoire de la Polynésie française (mission officielle à Tahiti).
- créé le drapeau de la Société française de vexillologie.
- réalisé des fers de reliure, des ex-libris et des marques commerciales.
- participé à la réalisation des armoiries du roi dans la grille dorée du château, à la demande de l'architecte du château de Versailles, Frédéric Didier.
- réalisé l’affiche du 150e anniversaire de l’Académie de Versailles (1984).
- créé les armoiries de la princesse Marie-Marguerite, duchesse d'Anjou (2016) avec Christian Papet-Vauban et Xavier d'Andeville.
- Créé les armoiries utilisées par le Secrétariat du Duc d'Anjou.
- Créé l’emblème du SICRE, réutilisé pour une proposition pour le drapeau du Royaume de France restauré.
- Créé l'emblème d'une association d'extrême droite, l'A.D.P (Action doctrinale et politique), qui a existé de 1958 à 1961[25]

Armoiries du Tchad
Armoiries de la région des Pays de la Loire
Drapeau de la Polynésie française
Drapeau de la Société française de vexillologie
Armoiries utilisée par le secrétariat du Prince.
Armes de Marie-Marguerite de Bourbon
Proposition pour le drapeau du Royaume de France restauré
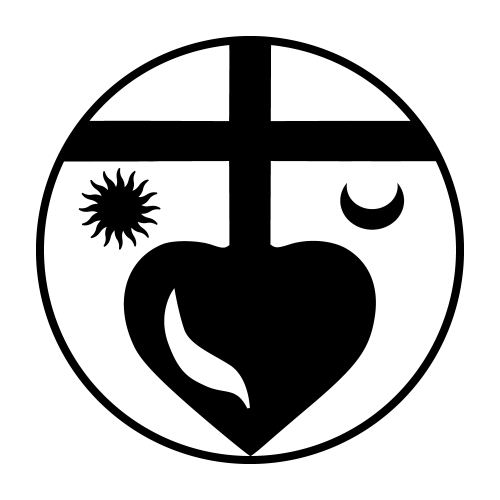
Emblème de l'A.D.P (Action Doctrinale et Politique)